# 曹江 (安慶府江防同知)
曹江（1781年—1837年），字玉水。清代江蘇青浦人。

## 生平
曹锡宝之子。乾隆四十六年（1781年）出生。因父荫授官。嘉庆十年（1805年），由实录馆校对签掣大理寺右评事。嘉庆十七年因事革职，發往乌鲁木齐效力赎罪。六年後赦还，官至安徽安庆府江防同知，曾摄庐州等府事。道光十七年丁酉（1837年）卒。